# Ragay
Ragay è una municipalità di terza classe delle Filippine, situata nella Provincia di Camarines Sur, nella Regione del Bicol.
Ragay è formata da 38 baranggay:
- Agao-ao
- Agrupacion
- Amomokpok
- Apad
- Apale
- Banga Caves
- Baya
- Binahan Proper
- Binahan Upper
- Buenasuerte
- Cabadisan
- Cabinitan
- Cabugao
- Caditaan
- Cale
- Catabangan Proper
- F. Simeon (Pugod)
- Godofredo Reyes Sr. (Catabangan Crossing)
- Inandawa

- Laguio
- Lanipga-Cawayan
- Liboro
- Lohong
- Lower Omon
- Lower Santa Cruz
- Panaytayan
- Panaytayan Nuevo
- Patalunan
- Poblacion Ilaod
- Poblacion Iraya
- Port Junction Norte
- Port Junction Sur
- Salvacion
- Samay
- San Rafael
- Tagbac
- Upper Omon
- Upper Santa Cruz